# Борисовський бій
Оборо́на Бори́сова (30 червня — 10 липня 1941) — бойові дії 1-ї Московської дивізії під час оборони Борисова, що відбувалися вздовж шосе Мінськ — Москва. В радянській історіографії зараховувалися до успішних прикладів рухомої оборони на початковому етапі німецько-радянської війни.
Досить вдалі дії дивізії надали змогу затримати швидке просування ударних частин Вермахту в напрямі Москви, чим уможливили розгортання оборони другого стратегічного ешелону Червоної армії у верхній течії Дніпра.

## Становище Західного фронту
До кінця червня 1941 року головні сили Західного фронту потрапляють в оточення під Білостоком та Мінськом; з усіх сил фронту лишилося 16 дивізій, у 8 з них тільки збереглося від 30 до 50 % особистого складу. Решта дивізій являли собою розрізнені загони по кілька сотень бійців без автомобільного транспорту та важкого озброєння.
Після розгрому радянських частин перед підрозділами Вермахту відкривається можливість наступу в напрямі Смоленська вздовж шосе Мінськ — Москва. Ближньою природною перепоною на цьому шляху була річка Березина з мостовим переходом біля Борисова. Переправа нацистських сил біля Борисова загрожувала б можливості розгортання другого стратегічного ешелону радянських сил по рубежу Орша — Могильов.
Саме місто та укріплення в передмісті Борисова обороняти належало збірним частинам, що складались із відступаючих підрозділів та з'єднань Західного фронту й курсантів Борисовського танково-технічного училища — до 1400 чоловік; начальником училища та комендантом Ново-Борисова був корпусний комісар І. З. Сусайков, начальником штабу — полковник О. І. Лізюков (призначений заступником командира 17-го механізованого корпусу замість полковника М. В. Кожохіна, що 23 червня застрелився). Протягом 27 — 29 червня бійці зведеного загону Лизюкова зводять оборонні укріплення, в місті оборонні позиції укріплюють курсанти-танкісти.
Німецька підготовка до штурму Борисова почалася ще 27 червня з авіанальотів та ударів далекобійної артилерії, за тим пішли атаки піхоти. 30 червня для стримування німецького наступу командувач Західного фронту генерал армії Д. Г. Павлов наказує посилити оборону Борисова 1-ю Московською мотострілецькою дивізією, котрою командував полковник Я. Г. Крейзер з наказом не допустити прориву на ділянці Зембин — Чернявка. Ця дивізія в січні 1940 року переформовується в моторизовану; в травні 1940 перейменовується у мотострілецьку, проте практично лишилася моторизованою. До складу дивізії входили два мотострілецькі, танковий та артилерійський полки, розвідувальний й інженерний батальйони, зенітний і протитанковий артдивізіони та батальйон зв'язку. У своїх споминах Крейзер завважував, що дивізія була цілком вкомплектована за військовим штатом — 10955 чоловік, на озброєнні мала 205—225 нових швидкохідних легких танків БТ-7М, 24 Т-37А та Т-38, також була певна кількість середніх Т-34 та 10 тяжких танків КВ з 76-мм гарматами, 39 бронеавтомобілів.
Дивізійні підрозділи займали оборону на 50-кілометровому фронті на східному березі Березини. Підпорядковувалася дивізія штабу 44-го стрілецького корпусу, котрим керував комдив В. О. Юшкевич.

## Початок боїв
30 червня передові частини німецької 18-ї танкової дивізії під командуванням генерал-майора В. Нерінга виходять до окраїни Ново-Борисова з наказом захопити переправи біля Борисова та створити плацдарм на східному березі річки. Німецькі джерела свідчать про знищені в бою радянські 20 танків й захоплені 8 польових та 4 зенітні гармати. Радянські мінери підготували бетонний міст через Березину для підриву, однак керівництво зволікало з огляду на неперервний потік відступаючих червоноармійських частин — очікувалися відступаючі підрозділи 20-го та 44-корпусів. 1 липня вже до полудня німці розширили плацдарм за підтримки масованого авіанальоту до 6 кілометрівю Бборисовські оборонці зазнали значних втрат, після чого німецькі сили з ходу займають міст; до вечора плацдарм мав 8 км вглиб та 12 км по фронту. Командиром роти кулеметників при обороні Борисова був Рубен Ібаруррі, в бою поранений (згодом за оборону Борисова нагороджений орденом Червоного Прапора); під вечір у швидкоплинному бою був знищений німецький десант західніше Борисова.

## Атака на Борисівський плацдарм
2 липня дивізія проводить контрудар вздовж шосе на Борисов. В бою знищено, серед іншого, не менше трьох німецьких вантажівок. У своїх споминах командуючий 2-ю танковою групою генерал-полковник Г. Гудеріан писав, що 18-та танкова дивізія у тому бою отримала достатньо повну уяву про силу Т-34, проти яких тодішні німецькі гармати були надто слабкими.
Проте вибити нацистів з зайнятого Борисовського плацдарму не вдалося, важливу роль у цьому мали дії Люфтваффе. Під вечір 2 липня радянські частини під тиском переважаючих наземних сил та Люфтваффе відходять з Борисова. 3 липня 1-ша московська дивізія переходить до оборонних дій, відступаючи під німецьким натиском, німецькі сили досягають Лошниці.

## Рухома оборона
4 липня мотострілецька дивізія здійснює контратаку під Лошницею, до цього танки та мотопіхотні німецькі частини розширюють плацдарм та рухаються вздовж шосе. Крейзер вирішує контратакувати наступаючих у фланг силами 6-го мотострілецького та 12-го танкового полків в місці прориву під Лошницею. В часі контратаки зав'язується значний танковий бій, з двох боків у ньому брало участь понад 300 танків; німецький наступ був сповільнений до вечора того дня; це дало можливість головним силам дивізії зайняти оборону на березі річки Нача, радянські сили втратили, за німецькими даними, 16 танків, переважно КВ.
Головнокомандувач німецькими сухопутними військами генерал-фельдмаршал Вальтер фон Браухіч висловив стурбованість великими втратами 18-ї танкової дивізії в лісовому бою, про що свідчить запис у військовому щоденнику начальника німецького Генерального штабу Ф. Гальдера від 5 липня.
Тактика, застосована під час контратаки радянськими танкістами, стала превалюючою у всьому часі боїв під Борисовом — в першій половині дня, діючи на фронті шириною до 20 кілометрів та зайнявши зручні рубежі, сили дивізії використовують всі наявні вогневі засоби, стримуючи німецькі сили та змушуючи розгортатися в бойові порядки і сповільнюючи просування. Увечері із настанням темноти головні сили дивізії автотранспортом відходять на 10—12 кілометрів на новий зручний оборонний рубіж. Використання такої тактичної схеми надало можливість уникнути непоправних втрат, неминучих при пануванні авіації противника. Окрім того, несподівані та стрімкі маневри вводили противника в оману, не даючи змоги обійти розташування дивізії — така тактика переважала у нацистських сил на початковому етапі війни. До кінця дня танків БТ в дивізії лишилося 25 одиниць.
5 липня 1-ша мотострілецька дивізія під натиском полишає оборонний рубіж на річці Нача. В радянській контратаці, передуючій відходу, з 7 КВ не повернулося 5. Радянські війська відходять до річки Бобр, до кінця дня полишає Крупки. Німецьке керівництво звітувало, що за 3 дні боїв радянські втрати склали знищеними 80 танків та 44 гармати знищеними та захопленими, велику роль у цьому відіграли сили Люфтваффе — постійно брало участь 60—70 бомбардувальників.
6 липня дивізія отримує підмогу — 115-й танковий полк із складу 57-ї танкової дивізії — понад 100 легких танків, переважно Т-26, також 30 Т-34 та 10 КВ. Після цього знову проводить контратаку, таким чином підтримавши наступ радянської 20-ї армії в Лепельському напряму.
Протягом 7 — 8 липня дивізія вела бої за Толочин. Удар 8 липня для нацистів виявився несподіваним. Після короткого запеклого бою німецькі сили були вибиті з Толочина. Крейзер зазначав, що в тому бою було полонено 800 німецьких вояків, захоплено 350 автомобілів та прапор берлінського танкового корпусу. Радянська дивізія добу утримувала місто, за тим нацисти з підходом додаткових частин піддають сили, що оборонялися, потужному авіаційному та артилерійському обстрілу.
У боях 8-9 липня містечко Толочин двічі переходило з рук в руки. До 20-ї години вечора дивізія змушено відходить на рубіж оборони Коханово, маючи значні втрати в особистому складі та техніці. Не маючи відповідних потужностей, дивізія не могла вести бої «віялом» фронтом в 35 кілометрів. Вона зосереджувалася на обороні наявними силами лише на головному напрямі вздовж шосе Мінськ — Москва. Німецькі сили, що діяли проти дивізії, через відсутність придатних шляхів для маневру не мали можливості здійснити глибоке охоплення чи обхід з флангів.

## Результати боїв
Знаходячись на значній відстані від головних сил, 1-ша московська мотострілецька дивізія не лише змогла уникнути оточення, а й виконала поставлене бойове завдання, стримуючи німецький наступ. Просування від Борисова до Орші у нацистських сил зайняло понад тиждень, при цьому ведуча наступ 18-та танкова дивізія втратила близько половини танків.
В запеклих стримуючих боях 1-ша московська дивізія зазнала значних втрат і 10 липня виводиться до резерву 20-ї армії під Оршу.
11 липня залишки Борисовського танкового училища виводяться з передової та відправляються до Саратова. До цього часу втрати курсантів склали 192 вбитими й пропалими безвісти, 68 пораненими (з 23 червня) — із загальної кількості близько 500 курсантів. Полковник Крейзер за вміле керування військовими з'єднаннями та проявлену при цьому особисту відвагу та героїзм вдостоєний звання Героя Радянського Союзу, 7 серпня підвищується в званні до генерал-майора. 25 серпня призначений командуючим 3-тю армією Брянського фронту, котра брала участь у битві за Смоленськ та обороні Москви.
Полковник Лизюков за оборону Борисова представлений до нагороди орденом Червоного Прапора; проте рішення згодом було переглянуто, і після участі в обороні Соловйовської переправи він також вдостоєний звання Героя Радянського Союзу.
Зенітники 7-ї бригади ППО при прикритті переправ через Березину збили 9 німецьких літаків та підбили 7 танків.
1-ша московська дивізія в липні 1941 року вела бої під Оршею, 14 липня опинилася в повному оточенні, 25 липня її залишки досягають фронту, де тримав оборону 61-й стрілецький корпус під Могильовом; з 25 по 30 липня прикриває відступ корпусу, опинившись знову в оточенні та практично цілком гине під Могильовом. Залишки дивізії вивів з оточення в. о. комдива В. О. Глуздовський. Протягом 26 липня — 3 серпня під Смоленськом формується заново у складі двох полків, дивізію очолює майор Д. Ф. Михайловський; повністю знищена в «Смоленському котлі», командир майор Михайловський пропав безвісти. Початком серпня 1941 року дивізія вчергове формується заново, керує нею знову Крейзер.
Ціною величезних втрат 1-ша московська мотострілецька дивізія змогла в перебігу боїв під Борисовом стримати німецький швидкий наступ, надавши можливість зайняти глибші оборонні рубежі та значно знизивши наступальну міць протистоячих німецьких частин — Вальтер Нерінг зазначав, що 18-та танкова дивізія на шляху від Борисова до Орші втратила не менше половини бронетехніки.
Чимало свідчень про оборону Борисова залишив Костянтин Симонов, котрий був там військовим кореспондентом.